# Michael Maaß
Michael Maaß (* 17. März 1942 in Heidelberg) ist ein deutscher Klassischer Archäologe.

## Leben
Michael Maaß ist der Sohn des Mathematikers Hans Maaß. 1968 wurde er an der Universität Heidelberg bei Roland Hampe promoviert. Zwischen 1970 und 1974 war er Mitarbeiter der Grabung des Deutschen Archäologischen Instituts im antiken Olympia. Danach arbeitete er als Konservator bei den Staatlichen Antikensammlungen München. 1983 wurde er in Nachfolge von Jürgen Thimme Oberkonservator, von 2001 bis zum Eintritt in den Ruhestand im Jahr 2007 Hauptkonservator an der Antikensammlung des Badischen Landesmuseums in Karlsruhe.
Zusammen mit dem Designer Kurt Ranger gestaltete Maaß die Präsentation der Antiken im Karlsruher Schloss (1995 und 1998). Er war Kurator der Ausstellungen „Delphi: Orakel am Nabel der Welt“ (1996), „Im Labyrinth des Minos – Kreta die erste europäische Hochkultur“ (2001) und „Hannibal ad portas – Macht und Reichtum Karthagos“ (2004). 
1985 habilitierte sich Maaß an der Universität Würzburg. Er lehrte als Honorarprofessor an der Universität Heidelberg. 2007 trat er in den Ruhestand. Von 2007 bis 2019 wohnte er im Unteren Schloss in Gamburg an der Tauber, wo er ehrenamtlich das GamburgerBuscherMuseum seit dessen Gründung 2013 betreut. Seit 2019 lebt er in Hamburg.
Michael Maaß ist seit 1974 mit der Archäologin Gerta Maaß-Lindemann verheiratet. 1979 wurde er Korrespondierendes Mitglied des Deutschen Archäologischen Instituts.

## Schriften
- Die Prohedrie des Dionysostheaters in Athen (= Vestigia. 15). C. H. Beck, München 1972 (Zugleich Dissertation, Universität Heidelberg 1968).
- Die geometrischen Dreifüße von Olympia (= Olympische Forschungen. 10). de Gruyter, Berlin 1978, ISBN 3-11-006703-X.
- Griechische und römische Bronzewerke der Antikensammlungen (= Bildhefte der Staatlichen Antikensammlungen und der Glyptothek München.). C. H. Beck, München 1979, ISBN 3-406-04870-6.
- Das antike Delphi. Orakel, Schätze und Monumente. Wissenschaftliche Buchgesellschaft, Darmstadt 1993, ISBN 3-534-10940-6.
- als Herausgeber: Delphi – Orakel am Nabel der Welt (= Archäologische Veröffentlichungen des Badischen Landesmuseums. 1). Sigmaringen Thorbecke 1996, ISBN 3-7995-0304-8 (Ausstellung des Badischen Landesmuseums).
- Das Untere Schloß in Gamburg an der Tauber. Engelhardt & Bauer, Karlsruhe 1997.
- Maler und Dichter, Mythos, Fest und Alltag. Griechische Vasenbilder. Aus der Sammlung des Badischen Landesmuseums Karlsruhe (= Bildhefte des Badischen Landesmuseums Karlsruhe. NF 4). Badisches Landesmuseum, Karlsruhe 2007, ISBN 978-3-937345-18-5.
- Das antike Delphi (= Beck’sche Reihe. 2431 C.-H.-Beck-Wissen). C. H. Beck, München 2007, ISBN 978-3-406-53631-1.